# Volkswagen Motorsport

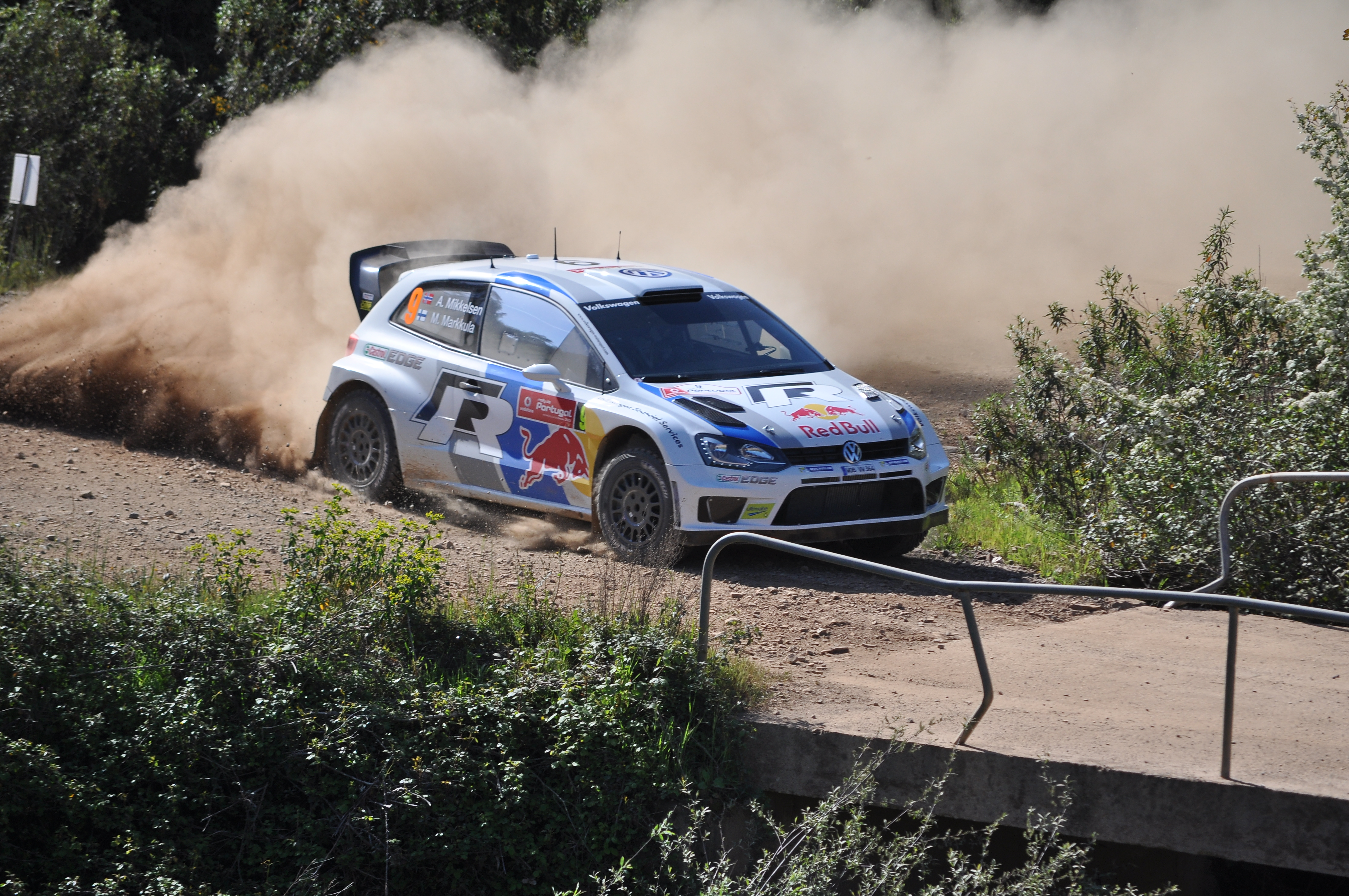
Andreas Mikkelsen pilotando um Volkswagen Polo R WRC no Rali de Portugal de 2013.

A Volkswagen Motorsport é uma equipe de rali alemã vinculada à Volkswagen, atualmente competindo no Campeonato Mundial de Rali. A equipe começou a competir no WRC em 1978 utilizado diferentes configurações no modelo Volkswagen Golf antes de deixar o esporte na temporada de 1990.
A equipe fez sua reestreia na temporada 2011 durante o 61º Rali da Finlândia, utilizando dois carros Škoda Fabia S2000s. A parir da temporada 2013, a equipe passou a competir com o modelo Volkswagen Polo R WRC.

## História

### 2011–2012
Na temporada 2011 do campeonato mundial, a equipe iniciou a competição com sete pilotos diferentes em quatro etapas (Rali da Finlândia, Rali da Alemanha, Rali da Catalunha e Rali do País de Gales). O piloto alemão Christian Riedemann, na época integrante da equipe, foi o único a competir em duas ocasiões.
Em novembro de 2011, a equipe revelou a contratação de Sébastien Ogier e seu co-piloto Julien Ingrassia.
Durante a temporada 2012, a equipe continuou desenvolvendo seu Volkswagen Polo R WRC, enquanto as duplas Ogier & Ingrassia e Andreas Mikkelsen & Ola Floene competiam com o modelo Škoda Fabia S2000s. A temporada teve alguns destaques, incluindo a inesperada vitória de Ogier e Ingrassia em etapa classificatória do Rali da Sardenha.
Em outubro do mesmo ano, a Volkswagen Motorsport anunciou a contratação de Jari-Matti Latvala e seu co-piloto Miikka Anttila para a temporada 2013 do mundial.

### 2013-2014
A equipe estreeou o modelo Volkswagen Polo R WRC durante a temporada 2013 do Mundial. Ogier e Latvala iniciaram como pilotos do time, enquanto Mikkelsen entrou no campeonato durante a quarta etapa, no 47º Rali de Portugal. Mikkelsen e seu novo co-piloto, Mikko Markkula, foram registrados em uma segunda equipe da fabricante, conhecida como "Volkswagen Motorsport II", de modo a dar-lhes o máximo de tempo possível para testar o Polo R WRC. Ao final da temporada, Ogier e Ingrassia conquistaram o seu primeiro título do campeonato mundial, após vencerem 9 de 13 etapas. A outra dupla da equipe, formada por Latvala e Anttila, terminaram em segundo lugar na classificação geral, culminando na vitória da equipe Volkswagen Motorsport no Mundial de Construtores.
Na temporada 2014, Ogier e Ingrassia sagraram-se bi-campeões do campeonato mundial, sendo que seus companheiros de equipe, Latvala e Anttila, ficaram com o vice-campeonato pela segunda vez. Ao final da temporada, a equipe foi a campeã do Mundial de Construtores pela segunda vez consecutiva.